# Out Run
Out Run (яп. アウトラン Ауто Ран), также известная как OutRun и Outrun — автосимулятор 1986 года, разработанный Ю Судзуки и Sega AM2 изначально для рынка видеоаркад. Впоследствии игра была портирована на многие другие популярные платформы.
В ретроспективных интервью Ю Судзуки называл Out Run «не гоночной, а водительской игрой».

## Описание
Out Run — это трехмерная гоночная видеоигра, в которой игрок управляет автомобилем Ferrari Testarossa Spider с видом сзади от третьего лица. Камера расположена близко к земле, имитируя положение водителя Ferrari и ограничивая обзор игрока вдаль. Дорога изгибается, вздымается и опускается, что повышает сложность игры путем скрытия приближающихся препятствий, таких как дорожное движение от которого игрок должен уклоняться. Цель игры – добраться до финиша за определенное время, до истечения таймера вверху экрана. Игровой мир разделен на несколько этапов, каждый из которых заканчивается контрольной точкой, и достижение конца этапа дает дополнительное время.
В момент своего выпуска игра была уникальна возможностью выбора пути движения. Перед каждой контрольной точкой есть развилка, которая даёт возможность игроку выбрать один из двух путей (подобная ветвящаяся система также использовалась в игре TX-1 Atari/Tatsumi 1983 года, но в той игре выбор четвёртого пути определял пятый путь также).
Были два дизайна автомата — обычная аркадная машина с рулём и рычагом коробки передач, а также с педалями газа и тормоза, и версия с сиденьем, которая больше была похожа сзади на Testarossa. Обычная версия также существовала в двух исполнениях — полноразмерном и мини.

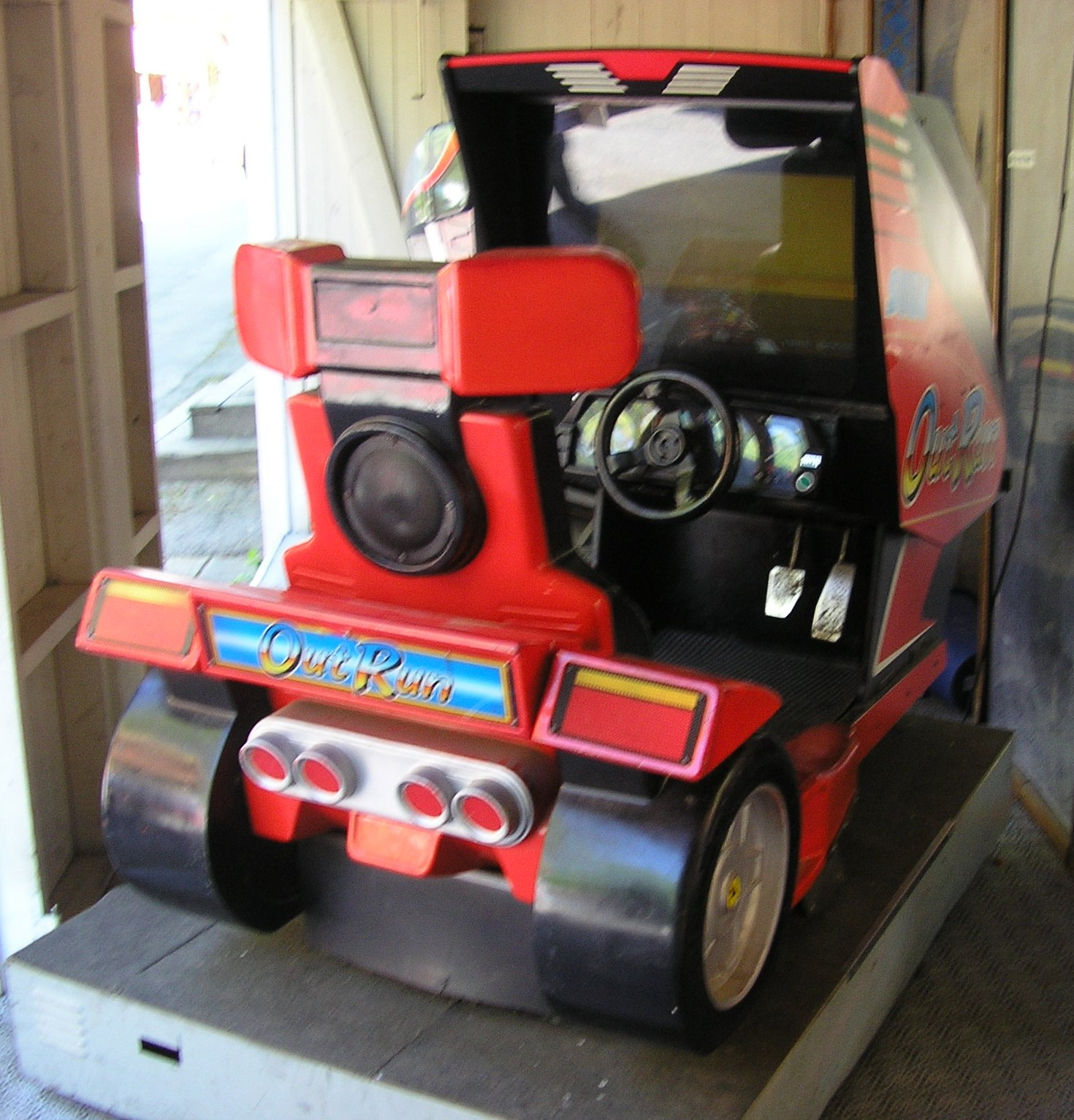
Кабинка аркадного автомата с Out Run

Игра была одним из аркадных хитов, и считается одной из лучших гоночных игр для аркадных автоматов. Её популярность была вызвана инновационным движком, возможностью выбора музыки и пути движения. Важную роль сыграла и графика, вид сзади машины, который дал игрокам большее ощущение скорости, чем в большинстве ранее выпущенных гоночных игр, где использовался вид сверху («с вертолёта»). Как и другие игры Sega того времени, таких как After Burner, Space Harrier или Power Drift, в Out Run была использована технология масштабирования двухмерных объектов на экране автомата в трёхмерные (суперскалярная технология), которая считалась одной из передовых в течение долгого времени.

## Музыка
Процесс игры сопровождался очень популярным в то время пляжным саундтреком, и давал возможность выбрать одну из трёх звуковых дорожек, которые передавались по игровому радио через воображаемые радиоканалы частотной модуляции, полученные радиоприёмником в Testarossa. Музыка была написана Хироси Мияути, который также написал музыку и для других аркадных игр Sega. Треки:
- Passing Breeze
- Magical Sound Shower
- Splash Wave
- Last Wave (музыка на экране списка очков)

Также порт игр на Sega Genesis содержал бонусный трек под названием Step on Beat, а версия для Sega Master System два других под названием Shining Wind и Midnight Highway.

## Релизы
- Аркадные автоматы (1986)
- Sega Master System (1987)

Скриншот версии для аркадных автоматов

- Commodore 64 (1987, портирована Amazing Products и US Gold. Отсутствуют развилки, карта и Passing Breeze)
- Amstrad CPC (1987, портирована Probe. Отсутствуют карта, музыка и переворот машины)
- Sinclair ZX Spectrum (1987, портирована Probe. Отсутствуют карта, музыка, Passing Breeze и переворот машины)
- MSX (1988, портирована Ponycanyon)
- Commodore Amiga (1988, портирована Probe)
- Atari ST (1989, портирована Probe)
- PC-DOS (1989, портирована Unlimited Software, Inc.)
- NEC PC Engine (1990, портирована NEC)
- Sega Mega Drive/Sega Genesis (1991, портирована Sanritsu)
- Sega Game Gear (1991, портирована Sanritsu)
- Sega Saturn (1996, портирована Rutubo Games — выпущена как отдельный продукт программы SEGA Ages)
- PlayStation 2 (2006, SEGA ages vol. 13)
- Nintendo Switch (2019, SEGA Ages)

### В составе других релизов
- Sega Dreamcast, в Shenmue II (2001), и сборнике Yu Suzuki Game Works Vol. 1 (2001)
- Game Boy Advance, часть сборника Sega Arcade Gallery (2003, портирована Bits Studios)
- Xbox, в Shenmue II (2002) а также в Out Run 2 (2004)
- PlayStation 3, в качестве мини-игры в Yakuza 0 (2015)
- PlayStation 4, в качестве мини-игры в Yakuza 0 (2015)
- Windows, в качестве мини-игры в Yakuza 0 (2018)

## Сиквелы
На аркадах последователем Out Run в 1989 году стал Turbo Outrun. Turbo Outrun был прямолинейной гонкой по 16 участкам пути от Нью-Йорка до Лос-Анджелеса. Хотя игра визуально была лучше оригинала, ей недоставало возможности выбора трассы.
Второе продолжение, OutRunners, было выпущено в 1992 году, которое вернуло игру к корням, возвратив на дорогу развилки. В этой игре, так же, как и в оригинале, можно было соревноваться с восемью соперниками при условии, что соединены четыре аркадных автомата. Эта игра была наиболее успешной для автомата Sega System Multi 32, и последней успешной двумерной игрой Sega.
Out Run получил трёхмерную графику в 2003 году, когда был выпущен OutRun 2 для аркадных автоматов. В основе него осталась та же идея, что и в оригинальном Out Run, и при этом в нём было несколько лицензированных автомобилей Ferrari, включая Testarossa. Игра была портирована на Xbox, порт включал в себя секретные машины из Daytona USA 2 и Sega Super GT и полностью играбельную версию первого Out Run.
В 2004 году аркадный OutRun 2 был обновлён и вышел с названием OutRun 2 SP.
Продолжением OutRun 2 SP стал OutRun 2006: Coast 2 Coast для PlayStation 2, PlayStation Portable, Xbox и Microsoft Windows, в котором появилась возможность тюнинга автомобилей, а также режим OutRun 2 SP — полная копия аркадной игры OutRun 2 SP.
OutRun Online Arcade доступна на серверах PlayStation Network и Xbox Live.
Также для домашних консолей было выпущено три версии Out Run: OutRun Europe, Battle Out Run, и Out Run 2019. На Sega Master System существовала также специальная версия Out Run, использующая 3D-очки.

## Отзывы и критика
| Иноязычные издания       | Иноязычные издания                                                                       |
| Издание                  | Оценка                                                                                   |
| ------------------------ | ---------------------------------------------------------------------------------------- |
| ACE                      | Master System: 852 Commodore 64: 610 Atari ST: 873 Amiga: 822                            |
| Amstrad Action           | Amstrad CPC: 37 %                                                                        |
| Commodore User           | Аркада: 9/10 Commodore 64: 67 %                                                          |
| Computer and Video Games | Master System: 9/10 Commodore 64: 24/40 Amstrad CPC: 8/40 Atari ST: 7/10 PC Engine: 70 % |
| Crash                    | ZX Spectrum: 72 %                                                                        |
| Dragon                   | Master System:                                                                           |
| Joypad                   | Mega Drive: 90 %                                                                         |
| Joystick                 | Mega Drive: 90 % Game Gear: 79 %                                                         |
| MegaTech                 | Mega Drive: 58 %                                                                         |
| Sinclair User            | ZX Spectrum: 81 %                                                                        |
| The Games Machine        | Master System: 72 % Commodore 64: 67 % ZX Spectrum: 61 % Atari ST: 79 % Amiga: 75 %      |
| Tilt                     | Master System: 17/20                                                                     |
| Your Sinclair            | ZX Spectrum: 8/10                                                                        |

| Год  | Награда               | Категория          | Примечания |
| ---- | --------------------- | ------------------ | ---------- |
| 1988 | Golden Joystick Award | Игра года          | [ 27 ]     |
| 1988 | Golden Joystick Award | Аркадная игра года | [ 27 ]     |

Out Run получила положительный оценки от критиков. Многие издания признают её одной из лучших игр за всё время, включая Next Generation, Retro Gamer, Time, KLOV, Yahoo.